# Associated Aviation
Associated Aviation — авиакомпания Нигерии со штаб-квартирой в городе Икеджа (Лагос) , работающая в сфере пассажирских и грузовых авиаперевозок на внутренних маршрутах страны и в странах Западной Африки.
Портом приписки авиакомпании и её главным транзитным узлом (хабом) является международный аэропорт имени Мурталы Мохаммеда в Лагосе.

## История
Авиакомпания Associated Aviation была основана в 2006 году.
В 2007 году Associated Aviation прошла процедуру перерегистрации в Управлении гражданской авиации Нигерии (NCAA), удовлетворив тем самым требования государственного органа о необходимости рекапитализации и повторной регистрации всех нигерийских авиакомпаний до 30 апреля 2007 года.
В июле 2008 года компания была выкуплена группой инвесторов, после чего флот перевозчика был пополнен самолётами Embraer, а маршрутная сеть существенно расширилась за счёт международных направлений.

## Маршрутная сеть

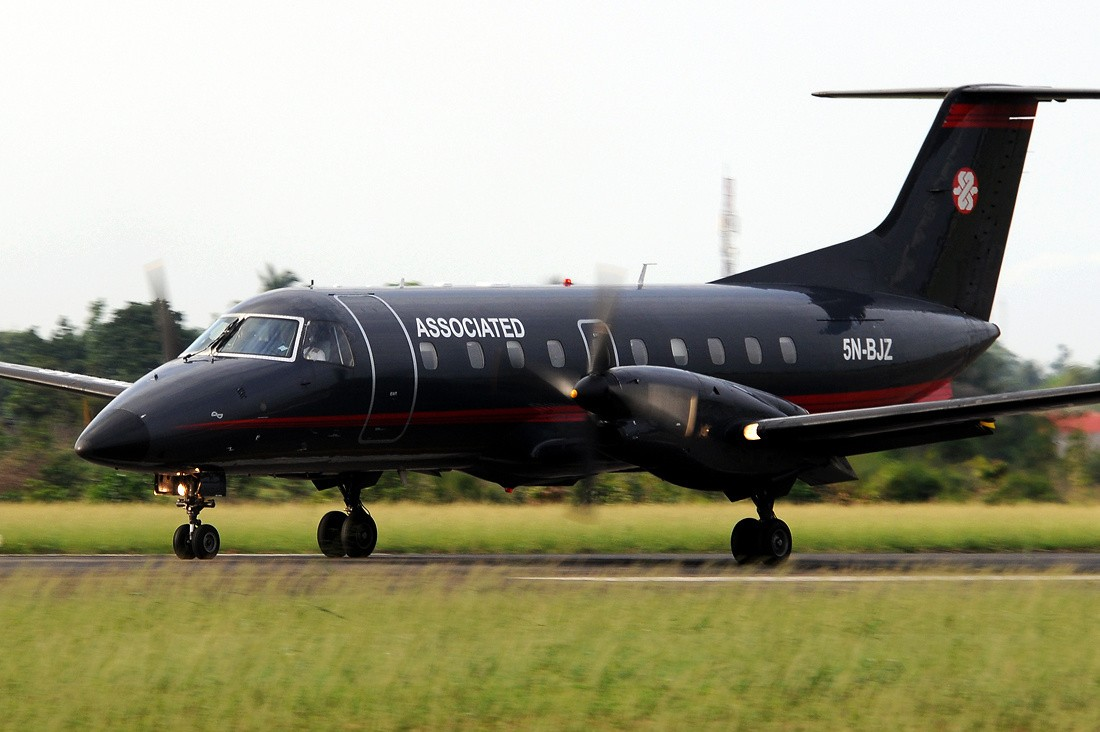
Embraer EMB 120 Brasilia авиакомпании Associated Aviation в аэропорту Бенина

В январе 2009 года маршрутная сеть авиакомпании Associated Aviation включала в себя следующие пункты назначения:
- Абуджа
- Бенин
- Калабар
- Абадан
- Джидда
- Лагос
- Макурди

## Флот
По состоянию на ноябрь 2008 года воздушный флот авиакомпании Associated Aviation составляли следующие самолёты:
- 2 BAe 125—700
- 2 Boeing 727-200F
- 4 Embraer EMB 120 Brasilia
- 1 Learjet 45 XR